# Mads Eller
Mads Fosgaard Eller (ur. 25 czerwca 1995 w Rødovre) – duński hokeista, reprezentant Danii.
Jego ojciec Olaf (ur. 1960) także był hokeistą oraz został trenerem hokejowym. Brat Lars (ur. 1989) również został hokeistą.

## Kariera
- Rødovre U17 (2009-2011)
- Gladsaxe/Rødovre U20 (2011)
- Rødovre U20 (2011)
- Rødovre Mighty Bulls (2011)
- Frölunda J18 (2011-2013)
- Frölunda J20 (2011-2013)
- Edmonton Oil Kings (2013-2015)
- Adirondack Thunder (2015-2016)
- Windsor Spitfires (2016)
- South Carolina Stingrays (2016)
- Gentofte Stars (2016-2017)
- Rødovre Mighty Bulls (2017-2020)
- SønderjyskE Ishockey (2020-)

Wychowanek Rødovre IK. Od 2011 do 2012 grał w juniorskich zespołach szwedzkiego klubu Frölunda. W połowie 2013 wyjechał do Kanady, gdzie został zawodnikiem Edmonton Oil Kings w kanadyjskich juniorskich rozgrywkach WHL w ramach CHL. Od października 2015 zawodnik Adirondack Thunder w amerykańskiej lidze ECHL. Od stycznia 2016 zawodnik kanadyjskiej drużyny w lidze WHL ponownie w strukturze CHL. Od września do października 2016 zawodnik South Carolina Stingrays w ECHL. Od listopada 2016 zawodnik rodzimego klubu Gentofte Stars. Od maja 2017 zawodnik Rødovre Mighty Bulls. We wrześniu 2019 przeszedł do SønderjyskE Ishockey.
W barwach juniorskich reprezentacji Danii uczestniczył w turniejach mistrzostw świata do lat 18 w 2012 (Elita), 2013 (Dywizja I), mistrzostw świata do lat 20 w 2012 (Elita), 2013 (Dywizja I), 2014 (Dywizja I), 2015 (Elita).

## Sukcesy
Reprezentacyjne
- Awans do MŚ do lat 18 Elity: 2013
- Awans do MŚ do lat 20 Elity: 2014

Klubowe
- Złoty medal mistrzostw Danii do lat 20: 2011 z Rødovre U20
- Złoty medal II ligi duńskiej: 2011 z Rødovre SIK
- Brązowy medal J18 SM: 2012 z Frölunda J18
- Ed Chynoweth Cup – mistrzostwo WHL: 2014 z Edmonton Oil Kings
- Memorial Cup – mistrzostwo CHL: 2014 z Edmonton Oil Kings
- Srebrny medal mistrzostw Danii: 2017 z Gentofte Stars

Indywidualne
- Mistrzostwa Świata Juniorów w Hokeju na Lodzie 2014/I Dywizja: pierwsze miejsce w klasyfikacji minut kar na turnieju: 44 minuty[10]